# Coppa del Presidente degli Emirati Arabi Uniti 2016-2017
La Coppa del Presidente degli Emirati Arabi Uniti 2016-2017 è stata la trentottesima edizione della competizione a cui partecipano le migliori 26 squadre degli Emirati Arabi Uniti.
La squadra che si aggiudica il trofeo ha la possibilità di partecipare alla fase a gironi della AFC Champions League 2018.

## Fase a Gironi
Alla Fase a Gironi hanno preso parte le 12 squadre della UAE Second Division e i vincitori di ciascuno dei gironi è avanzato al secondo turno.

### Gruppo A
| Pos. | Team        | GP | W | D | L | GS | GA | GD  | Pts |
| ---- | ----------- | -- | - | - | - | -- | -- | --- | --- |
| 1    | Al-Uruba    | 5  | 5 | 0 | 0 | 10 | 8  | +2  | 15  |
| 2    | Fujairah    | 5  | 3 | 0 | 2 | 9  | 4  | +5  | 9   |
| 3    | Al Hamriyah | 5  | 2 | 2 | 1 | 5  | 3  | +2  | 8   |
| 4    | Al-Shaab    | 5  | 2 | 1 | 2 | 6  | 6  | 0   | 7   |
| 5    | Al-Khaleej  | 5  | 1 | 1 | 3 | 6  | 10 | -4  | 4   |
| 6    | Al Arabi    | 5  | 0 | 0 | 5 | 4  | 15 | -11 | 0   |

Fonte: Goalzz

### Gruppo B
| Pos. | Team          | GP | W | D | L | GS | GA | GD  | Pts |
| ---- | ------------- | -- | - | - | - | -- | -- | --- | --- |
| 1    | Dubai Club    | 5  | 3 | 1 | 1 | 12 | 6  | +6  | 10  |
| 2    | Dibba Al Hisn | 5  | 2 | 2 | 1 | 10 | 6  | +4  | 8   |
| 3    | Ajman         | 5  | 2 | 1 | 2 | 14 | 6  | +8  | 7   |
| 4    | Masfut        | 5  | 2 | 1 | 2 | 5  | 10 | -5  | 7   |
| 5    | Al Thaid      | 5  | 1 | 3 | 1 | 8  | 9  | -1  | 6   |
| 6    | Ras Al Khaima | 5  | 1 | 0 | 4 | 5  | 17 | -12 | 3   |

Fonte: Goalzz

## Fase Finale

### Ottavi di finale
| Squadra 1      | Risultato       | Squadra 2         |
| -------------- | --------------- | ----------------- |
| Ittihad Kalba  | 0 - 2           | Al-Jazira         |
| Al-Wasl        | 2 - 0           | Baniyas           |
| Al Dhafra      | 1 - 1 (3-5 dcr) | Hatta Club        |
| Shabab Al-Ahli | 1 - 3           | Al-Ain            |
| Al-Uruba       | 2 - 3           | Sharjah           |
| Al-Nasr        | 1 - 0           | Dubai Club        |
| Al-Wahda       | 3 - 1           | Dibba Al-Fujairah |
| Al-Shabab      | 0 - 2           | Emirates          |

### Quarti di finale
| Squadra 1 | Risultato | Squadra 2  |
| --------- | --------- | ---------- |
| Al-Wasl   | 2 - 4     | Sharjah    |
| Al-Wahda  | 6 - 0     | Al-Jazira  |
| Emirates  | 1 - 2     | Hatta Club |
| Al-Ain    | 1 - 2     | Al-Nassr   |

### Semifinali
| Squadra 1 | Risultato | Squadra 2  |
| --------- | --------- | ---------- |
| Al-Wahda  | 1 - 0     | Sharjah    |
| Al-Nasr   | 1 - 0     | Hatta Club |

### Finale
| Squadra 1 | Risultato | Squadra 2 |
| --------- | --------- | --------- |
| Al-Wahda  | 3-0       | Al-Nasr   |

| Arbitro: | Yaqoub Alhammadi |

|                                                      |           |  |
| Balázs Dzsudzsák 66’ (rig.), 81’ Tariq Al Khadim 79’ | Marcatori |  |